# In the Disco
In the Disco är en låt framförd av den bosniska sångaren Deen. Låten var Bosnien och Hercegovinas bidrag i Eurovision Song Contest 2004 i Istanbul i Turkiet. Låten är skriven av Vesna Pisarović.
Bidraget gick först vidare från semifinalen den 12 maj där det hamnade på sjunde plats med 133 poäng. I finalen den 15 maj slutade det på nionde plats med 91 poäng.